# Culture Machalilla
Objets typiques
Céramique
La culture Machalilla est une culture archéologique du Néolithique qui s'est développée sur la côte pacifique de l'Équateur, dans le sud de la province de Manabí et dans celle de Santa Elena, d'environ 1800 à 950 av. J.-C.. Elle succède à la culture Valdivia et précède la culture Chorrera.

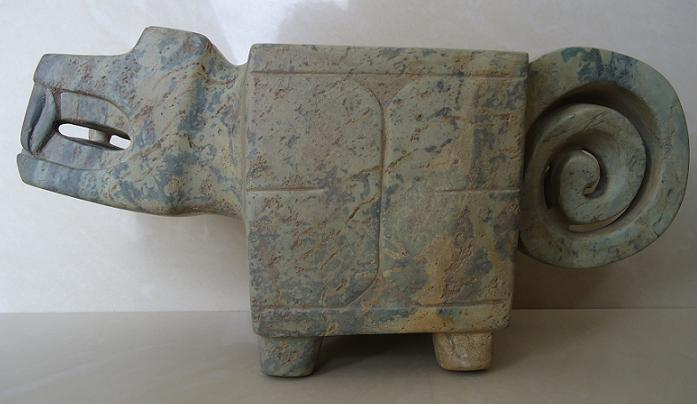
Lampe Jaguar Machalilla

## Historique
La culture Machalilla a été découverte et décrite pour la première fois en 1958 par l'archéologue équatorien Emilio Estrada.

## Description
Les populations de la culture Machalilla pratiquaient l'agriculture et la pêche. Elles utilisaient des filets en bord de rivage et des hameçons en nacre pour la pêche au large. La chasse et la cueillette complétaient l'alimentation.
Comme de nombreuses cultures préhistoriques de la côte équatorienne, les Machalillas pratiquaient la déformation crânienne artificielle en utilisant des pierres pour aplatir et allonger le crâne.
Dans les tombes Machalillas, les corps étaient souvent installés sous une carapace de tortue en céramique.

## Céramique
Le travail de la céramique montre un progrès technique et artistique notable par rapport à la culture Valdivia. On attribue aux Machalillas l'ajout du bec étrier à la cruche en céramique, où deux becs se rejoignent en une seule ouverture : une invention qui serait utilisée dans la poterie du nord-ouest de l'Amérique du Sud pendant des siècles. Les archéologues ont également mis au jour des pots, des pichets, des sifflets, des chandeliers et des figures humaines en céramique.
23 formes de récipients avec leurs variantes ont été identifiées. Elles peuvent être regroupées selon les types suivants : bols, pots, assiettes, bouteilles à bec haut et cylindrique, bouteilles à poignée d’étrier. La pâte utilisée est plus fine que celle de Valdivia, avec une finition extérieure élaborée composée d’un engobe rouge. Il existe également des pièces pour lesquelles la technique de combustion réduite du feu a été utilisée, avec peu d’admission d’air, ce qui produit des céramiques avec des surfaces noires, qui sont dans certains cas décorées de lignes gravées après cuisson. Certaines figurines en terre cuite ont un visage rond avec un nez aquilin proéminent. On note également la présence d’yeux « grains de café », constitués d’une boule d’argile avec une incision horizontale.

## Chronologie
La culture Machalilla succède à la culture Valdivia à partir de 1800 av. J.-C. Sa fin est discutée, entre 1100 et 800 av. J.-C.,. Selon les archéologues américains Betty Meggers et Clifford Evans, la culture Machalilla a été influencée par le contact méso-américain, avant de se fondre progressivement dans la culture Chorrera.

## Conservation
L'Universidad de Especialidades Espíritu Santo (UEES) à Guayaquil, en Équateur, possède une collection d'artéfacts Machalillas.